# Vũ Văn Thuật
Vũ Văn Thuật (tiếng Trung: 宇文述; bính âm: Yǔwén Shù, ? - 616), tên tự Bá Thông (伯通), là một quan lại và tướng lĩnh của triều Tùy. Ông là một thân tín của Tùy Dạng Đế Dương Quảng, đã giúp Dương Quảng thay thế vị trí thái tử của anh trưởng Dương Dũng. Sau khi Dương Quảng lên ngôi làm hoàng đế, Vũ Văn Thuật có quyền lực rất lớn và là một trong hai tướng tiên phong trong các cuộc tiến công Cao Câu Ly của Tùy Dạng Đế.

## Thân thế
Theo Tùy thư, Vũ Văn Thuật là người Vũ Xuyên, Đại quận; tổ tiên của Vũ Văn Thuật vốn mang họ Phá Dã Đầu (破野頭), là người Tiên Ti. Do họ đi theo nhánh Vũ Văn của tộc Tiên Ti nên đổi sang họ của thủ lĩnh là Vũ Văn. Kị của ông là Vũ Văn Quẫn Dữ Đôn (宇文侰與敦), cụ của ông là Vũ Văn Trường Thọ (宇文長壽), và ông của ông là Vũ Văn Cô (宇文孤) đều phụng sự cho triều Bắc Ngụy, thống lĩnh quân sự tại trấn Ốc Dã (沃野, nay thuộc Ba Ngạn Náo Nhĩ, Nội Mông). Cha của Vũ Văn Thuật là Vũ Văn Thịnh (宇文盛), là một tướng lĩnh của triều Bắc Chu và cuối cùng giữ chức 'Thượng trụ quốc'.
Khi còn trẻ, Vũ Văn Thuật là người mạnh mẽ, giỏi cưỡi ngựa và bắn cung. Nhờ công lao của cha, trong thời gian Bắc Chu Vũ Đế trị vì, Vũ Văn Thuật được bổ nhiệm làm "khai phủ". Vũ Văn Thuật có tính cung cẩn trầm mật, được đại trủng tể của Bắc Chu là Vũ Văn Hộ rất quý mến, trở thành lĩnh hộ thân tín cho Vũ Văn Hộ. Sau khi Bắc Chu Vũ Đế giết chết Vũ Văn Hộ và tự mình cai trị vào năm 572, Vũ Văn Thuật được phong làm 'tả cung bá', ban tước Bác Lăng quận công, sau cải phong là Bộc Dương quận công.
Năm 580, sau khi Bắc Chu Tuyên Đế qua đời, nhạc phụ của Tuyên Đế là Dương Kiên trở thành thừa tướng và nắm quyền phụ chính, tướng Uất Trì Huýnh do nghi ngờ về ý định của Dương Kiên nên đã nổi dậy ở Tương châu (相州, nay gần tương ứng với Hàm Đan, Hà Bắc). Dương Kiên phái bộ tướng Vi Hiếu Khoan (韋孝寬) suất quân đi đánh Uất Trì Huýnh, Vũ Văn Thuật được phong làm 'hành quân tổng quản' và đem 3.000 lính theo Vi Hiếu Khoan. Khi quân triều đình đến Hà Dương, Uất Trì Huýnh sai tướng Lý Tuấn (李雋) đánh Hoài châu, Vũ Văn Thuật đánh bại quân của Lý Tuấn. Vũ Văn Thuật lại cùng với chư tướng đánh Uất Trì Đôn (con của Uất Trì Huýnh) tại Vĩnh Kiều, Vũ Văn Thuật tiên phong đánh trận, giết chết và bắt được nhiều lính đối phương. Sau khi Uất Trì Huýnh bị đánh bại, do có công lao to lớn nên Vũ Văn Thuật được trao chức "Thượng trụ quốc", phong tước là Bao quốc công, ban thưởng 3.000 thất lụa.

## Thời Tùy Văn Đế
Năm 581, Dương Kiên buộc Bắc Chu Tĩnh Đế phải thiện nhượng cho mình, trở thành Tùy Văn Đế. Vũ Văn Thuật được triều đình Tùy trao chức "hữu vệ đại tướng quân". Vào mùa đông năm 588, khi Tùy Văn Đế phái quân tiến công Nam triều Trần, Vũ Văn Thuật lại được làm 'hành quân tổng quản', suất ba vạn lính, vượt Trường Giang ở Lục Hợp. Sau khi quân của tướng Hàn Cầm Hổ (韓擒虎) và Hạ Nhược Bật (賀若弼) vượt Trường Giang và tiến đến Đan Dương, Vũ Văn Thuật tiến chiếm Thạch Đầu thành nhằm hỗ trợ. Sau khi Hạ Nhược Bật và Hàn Cầm Hổ chiếm được Kiến Khang và bắt hoàng đế Trần Thúc Bảo, các hạ thần của Trần là Tiêu Hiến (蕭瓛) và Tiêu Nham (蕭巖) chiếm cứ đất Đông Ngô, tập hợp binh sĩ cự thủ. Vũ Văn Thuật cùng với Lạc Tùng công Yên Vinh (燕榮) được phái đi tiến công Đông Ngô, kết quả đã đánh bại được Tiêu Hiến và buộc Tiêu Nham phải đầu hàng. Vĩnh Tân hầu Trần Quân Phạm (陳君范) chạy trốn và tập hợp binh sĩ, lập hàng rào ở đông thành Tấn Lăng, cắt đường của quân Tùy, lưu binh đánh Vũ Văn Thuật, song sau đó cũng phải đầu hàng. Để thưởng công cho Vũ Văn Thuật, Tùy Văn Đế trao chức "khai phủ" cho con của Thuật là Vũ Văn Hóa Cập, ban cho Thuật 3.000 tấm vải, trao chức tổng quản An châu (安州, nay gần tương ứng với Hiếu Cảm, Hồ Bắc).
Sau khi diệt được Trần, Tấn vương Dương Quảng cai quản Dương châu (揚州, nay gần tương ứng với Dương Châu, Giang Tô). Vũ Văn Thuật rất thân thiết với Dương Quảng, Dương Quảng vào năm 600 đã thượng tấu cho phụ hoàng xin trao cho Vũ Văn Thuật chức thứ sử tổng quản Thọ châu (壽州, nay gần tương ứng với Lục An, An Huy) để hai người được gần nhau hơn, Tùy Văn Đế đã chuẩn tấu.
Dương Quảng vốn có dã tâm thay thế vị trí thái tử của đại huynh Dương Dũng, vì thế đã thỉnh kế từ Vũ Văn Thuật. Vũ Văn Thuật đã đề xuất liên kết với Dương Tố, và hình thành mối quan hệ với Dương Tố thông qua đệ của Dương Tố là Dương Ước (楊約). Dương Quảng do đó đã ban thưởng nhiều vàng bạc châu báu cho Vũ Văn Thuật, và nhờ Vũ Văn Thuật đến kinh thành để gặp gỡ Dương Ước. Vũ Văn Thuật đã tặng cho Dương Ước một số đồ quý lấy được từ Trần, và sau đó cố ý không thắng khi hai người cùng đánh bạc. Sau khi trở nên thân thiết với Dương Ước, Vũ Văn Thuật đã tiết lộ với Dương Ước rằng Dương Quảng có ý muốn liên kết với Dương Tố, và thuyết phục Dương Ước rằng gia quyến của ông ta sẽ gặp nguy nếu đương kim Thái tử Dương Dũng kế vị. Dương Ước đã thuyết phục Dương Tố, Dương Tố nghe theo và thuyết phục Tùy Văn Đế cùng hoàng hậu Độc Cô Già La rằng nên phế truất Dương Dũng khỏi ngôi vị thái tử. Tùy Văn Đế và Độc Cô hoàng hậu chấp thuận, cho Dương Quảng thay thế vị trí hoàng thái tử của Dương Dũng. Dương Quảng đã trao chức 'tả vệ soái' cho Vũ Văn Thuật, hàng quan tứ phẩm; còn gả con mình là Nam Dương công chúa cho con của Vũ Văn Thuật là Vũ Văn Sĩ Cập (宇文士及).
Năm 604, trong lúc Tùy Văn Đế lâm bệnh, Vũ Văn Thuật là một trong các chỉ huy thị vệ mà Dương Quảng triệu đến để bảo vệ Nhân Thọ cung (仁壽宮, nay thuộc Bảo Kê, Thiểm Tây)- nơi Văn Đế dưỡng bệnh. Sau đó, Tùy Văn Đế qua đời, Dương Quảng kế vị, tức Tùy Dạng Đế, còn Dương Dũng bị Dương Quảng giết chết.

## Thời Tùy Dạng Đế
Sau khi đăng cơ, Tùy Dạng Đế trao chức 'Tả dực vệ Đại tướng quân' (左翊衛大將軍) cho Vũ Văn Thuật, cải phong là Hứa quốc công (許國公). Năm Đại Nghiệp thứ 3 (607), Vũ Văn Thuật được thăng chức "khai phủ nghi đồng tam ti", mỗi đông chính triều hội, đều được cấp cho một bộ "cổ xúy" (đội nhạc). Cũng vào năm 607, nhằm để cho Vân Định Hưng (雲定興)- cha của sủng thiếp Vân chiêu huấn của Dương Dũng- được phục vụ trong triều đại của Dạng Đế, Vũ Văn Thuật đã thuyết phục Vân Định Hưng rằng các nhi tử của Dương Dũng cần phải chết, và sau đó thuyết phục Dạng Đế làm như vậy. Sau khi toàn bộ các nhi tử của Dương Dũng bị giết chết, Vũ Văn Thuật đã tiến cử Vân Định Hưng với Dạng Đế, Dạng Đế trao chức 'thiếu phủ thừa' cho Vân Định Hưng.
Năm 607, khi đi tuần thú cùng biên cương phía bắc, Tùy Dạng Đế đã đến quận Du Lâm (榆林, nay gần tương ứng với Du Lâm, Thiểm Tây). Các con của Vũ Văn Thuật là Vũ Văn hóa Cập và Vũ Văn Trí Cập (宇文智及) đã bí mật buôn lậu với Đột Quyết. Tùy Dạng Đế tức giận và đã hạ lệnh xử tử họ, song cuối cùng đã đổi ý và trên danh nghĩa giao họ cho Vũ Văn Thuật với thân phận gia nô.
Năm 608, quan triều Tùy là Bùi Củ đã thuyết phục người Thiết Lặc tiến công Thổ Dục Hồn, và sau khi người Thiết Lặc giành được chiến thắng, Bồ Tát Bát khả hãn Mộ Dung Phục Doãn của Thổ Dục Hồn đã đề nghị đầu hàng triều Tùy. Tùy Dạng Đế phái An Đức vương Dương Hùng (楊雄) và Vũ Văn Thuật đến tiếp ứng cho Mộ Dung Phục Doãn, tiếp nhận đầu hàng. Tuy nhiên, khi quân Tùy đến Lâm Khương (臨羌, nay thuộc Tây Ninh, Thanh Hải), Mộ Dung Phục Doãn trở nên sợ hãi trước sự hùng mạnh của quân Tùy và quyết định chạy trốn về phía tây. Vũ Văn Thuật dẫn binh truy kích, chiếm được hai thành Mạn Đầu và Xích Thủy, chém được trên 3000 thủ cấp, bắt được 200 quý tộc và 4.000 hộ Thổ Dục Hồn. Nhà Tùy đem đất cũ của Thổ Dục Hồn phân làm 4 quận, đưa những tội nhân đến đày ở đất này.
Năm 612, Vũ Văn Thuật tham gia vào cuộc viễn chinh Cao Câu Ly đầu tiên của Tùy Dạng Đế. Đại quân của Tùy Dạng Đế bao vây thành Liêu Đông (遼東, nay thuộc Liêu Dương, Liêu Ninh) của Cao Câu Ly, Vũ Văn Thuật chỉ huy một đạo quân tiến sâu về phía nam, vượt qua sông Áp Lục, thẳng hướng về quốc đô Bình Nhưỡng của Cao Câu Ly. Tuy nhiên, trên đường tiến quân, đạo quân của Thuật cạn kiệt lương thực và đã buộc phải triệt thoái, quân Cao Câu Ly thừa cơ truy kích và tiêu diệt đạo quân này. Đến khi Tùy Dạng Đế cũng phải triệt thoái, ông ta cho tống giam Vũ Văn Thuật, song vì nhớ đến quan hệ thân thiết giữa hai người nên đã không xử tử Thuật mà chỉ giáng làm thứ dân, song sau đó đã phục chức tước cho Thuật.
Năm 613, Tùy Dạng Đế tiến đánh Cao Câu Ly lần thứ hai, và lần này hoàng đế vẫn đích thân tiến đến Liêu Đông và lệnh cho Vũ Văn Thuật và Dương Nghĩa Thần tiến quân đến Bình Nhưỡng. Tuy nhiên, khi chiến dịch đang được tiến hành, tin tức Dương Huyền Cảm nổi dậy đã đến chỗ Tùy Dạng Đế, Dạng Đế đã buộc phải từ bỏ chiến dịch tiến công Cao Câu Ly. Tùy Dạng Đế phái Vũ Văn Thuật và Khuất Đột Thông (屈突通) đem quân rút về trước, củng cố lực lượng gần đông đô Lạc Dương để chống lại Dương Huyền Cảm. Vũ Văn Thuật, Khuất Đột Thông và các tướng lĩnh khác của triều Tùy đánh bại được Dương Huyền Cảm, Dương Huyền Cảm dẫn quân tiến về phía tây nhằm tiến công kinh đô Trường An. Vũ Văn Thuật và Khuất Đột Thông, Vệ Văn Thăng (衛文昇) và Lai Hộ Nhi (來護兒) đã truy kích, đuổi kịp Dương Huyền Cảm tại Hoằng Nông (弘農, nay thuộc Tam Môn Hiệp, Hà Nam) và tiêu diệt hoàn toàn quân nổi dậy của Dương Huyền Cảm. Dương Huyền Cảm nhờ tay em trai mình là Dương Tích Thiện (楊積善) để chết mà không bị rơi vào tay Thuật. Theo đề xuất của Vũ Văn Thuật, Tùy Dạng Đế đã cho xử tử Dương Tích Thiện và Vi Phúc Tự (韋福嗣)- chiến lược gia (quân sư) của Vũ Văn Thuật- theo cách thức tàn nhẫn.
Năm 615, Vũ Văn Thuật tham gia vào sự kiện đồ sát một gia đình quý tộc. Khi Vũ Văn Thuật vẫn còn làm tả vệ soái cho Thái tử Dương Quảng, Lý Hồn (李渾) tức giận trước việc cháu trai là Lý Quân (李筠) được kế tập tước Thân quốc công của cha Lý Mục (李穆), vì thế đã ám sát Lý Quân và đổ tội cho một họ hàng là Lý Cù Đàm (李瞿曇). Lý Hồn sau đó đã hối lộ cho anh rể Vũ Văn Thuật, hứa hẹn rằng nếu được kế tập tước công thì sẽ chia cho Vũ Văn Thuật một nửa số lộc thu được từ thái ấp. Vũ Văn Thái đã thuyết phục Thái tử thượng tấu với Tùy Văn Đế, kết quả Tùy Văn Đế chấp thuận cho Lý Hồn được kế tập. Tuy nhiên, sau khi nhận được tước công, Lý Hồn chỉ trả lộc cho Vũ Văn Thuật trong hai năm rồi ngừng. Vũ Văn Thuật bực tức trước việc em vợ thất hứa nên đã lên kế hoạch trả thù. Năm 615, do xuất hiện sấm ngôn "Lý thị đương vương", Tùy Dạng Đế đặc biệt nghi ngờ Lý Mẫn (李敏)- cháu trai của Lý Hồn và là phu quân của Vũ Văn Nga Anh (con của công chúa Dương Lệ Hoa chị vua) - lý do là vì Lý Mẫn có tiểu danh là "Hồng Nhi" (洪兒) hay nghĩa đen là "con của lũ", trong khi Dạng Đế từ lâu đã chiêm bao về một cơn lũ sẽ quét qua kinh thành. Dạng Đế do đó gợi ý Lý Mẫn nên tự vẫn, song Lý Mẫn không làm như vậy. Sau đó, Vũ Văn Thuật đã lệnh cho Bùi Nhân Cơ (裴仁基) vu cáo Lý Hồn có âm mưu làm phản. Dạng Đế cho Vũ Văn Thuật phụ trách điều tra, Vũ Văn Thuật đã ngụy tạo chứng cứ và thuyết phục Nga Anh rằng Dạng Đế sẽ bằng mọi cách giết chết các nhân vật họ Lý, và rằng bà nên tự cứu lấy mình. Vũ Văn Nga Anh đã viết một bức thư thú tội liên quan cả đến Lý Hồn và Lý Mẫn, kết quả là hai người này và 32 thành viên trong tộc đều bị xử tử, những thành viên khác bị đưa đi lưu đày, Nga Anh cũng bị hạ độc vài tháng sau.
Vào mùa thu năm 615, khi Vũ Văn Thuật tháp tùng Tùy Dạng Đế đi tuần thú các châu phía bắc, Thủy Tất khả hãn của Đông Đột Quyết đã tập kích bao vây Dạng Đế tại Nhạn Môn (雁門, nay thuộc Hãn Châu, Sơn Tây). Vũ Văn Thuật đã đề xuất với Dạng Đế rằng hãy chọn vài nghìn kị binh để tiến hành phản kích phá vây, song Tô Uy (蘇威) và Phàn Tử Cái (樊子蓋) đã thuyết phục Dạng Đế làm theo cách khác. Sau khi quân Đông Đột Quyết rời đi, Tô Uy đã thỉnh Dạng Đế trở về Trường An, song Dạng Đế đã nghe theo đề xuất của Vũ Văn Thuật mà đến Lạc Dương. Cũng trong năm 615, Vũ Văn Thuật được phong chức 'tả đồn vệ đại tướng quân'.
Vào mùa thu năm 616, hầu hết lãnh thổ Tùy đều nổ ra các cuộc nổi dậy, khi được Dạng Đế hỏi về tình thế hiện thời, Vũ Văn Thuật đã xoa dịu Dạng Đế, bẩm báo rằng các cuộc nổi dậy phần lớn đã bị dập tắt. Tuy nhiên, Tô Uy lại bẩm báo một cách trung thực rằng các cuộc nổi dậy là một vấn đề nghiêm trọng. Tùy Dạng Đế không muốn nghe các tin tức xấu nên đã tính đến việc giết Tô Uy, song cuối cùng chỉ giáng Tô Uy làm thứ dân. Không lâu sau đó, nhận thấy Tùy Dạng Đế muốn đến Giang Đô, thủ phủ của Dương châu, Vũ Văn Thuật đã chính thức kiến nghị việc này, Tùy Dạng Đế chấp thuận. Vũ Văn Thuật tháp tùng Dạng Đế đến Giang Đô song sau lại lâm bệnh, qua đời vào mùa đông năm 616. Theo di nguyện của Vũ Văn Thuật, Tùy Dạng Đế xá tội cho Vũ Văn hóa Cập và Vũ Văn Trí Cập, cho họ làm quan trong triều.